# Cäcilie Bleeker

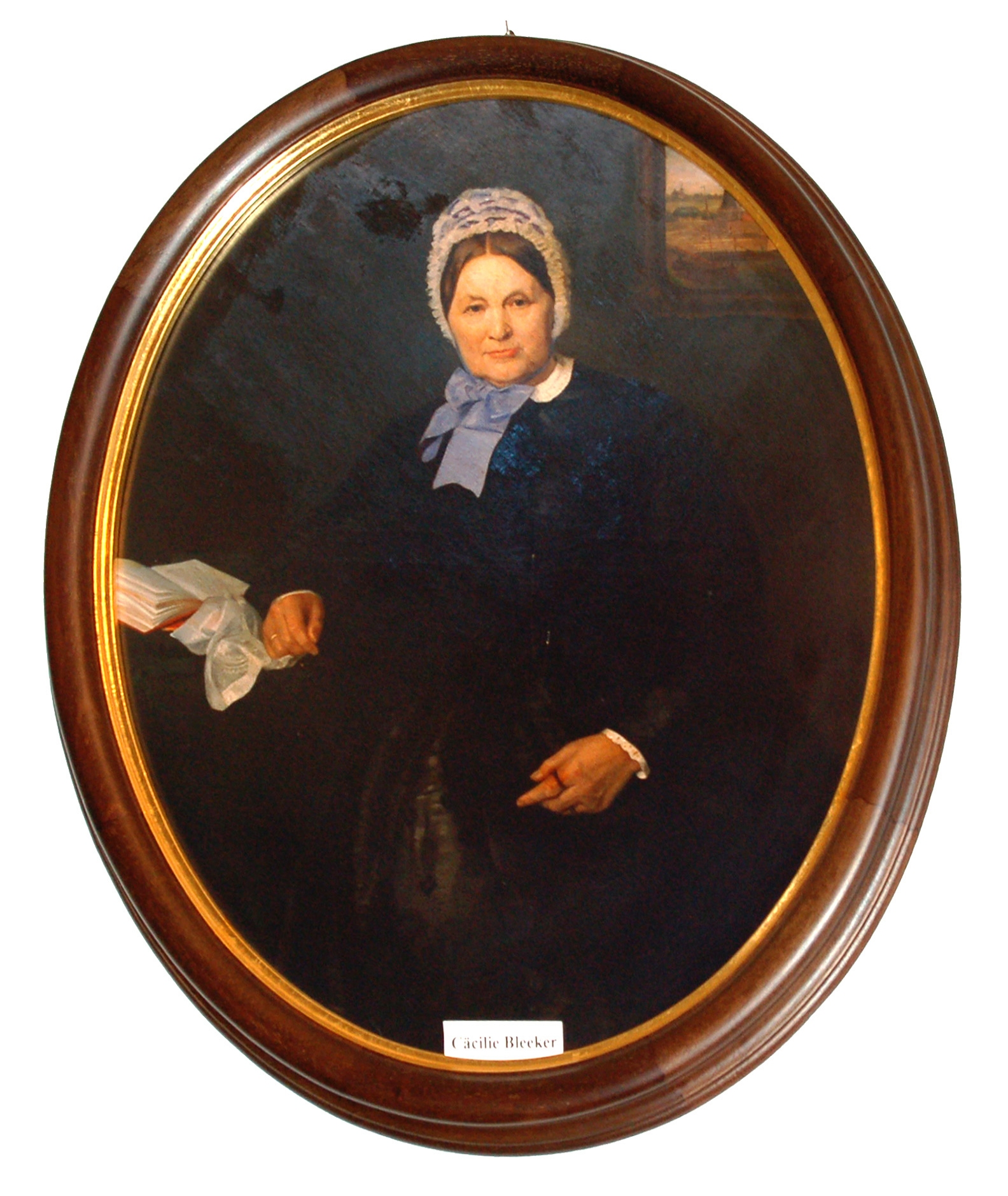
Cäcilie Bleeker

Cäcilie Bleeker geb. Kedenburg (* 20. Juni 1798 in Uetersen; † 18. Mai 1888 ebenda) war die erste Ehrenbürgerin in Schleswig-Holstein und der Stadt Uetersen.

## Leben
Cäcilie Bleeker wurde 1798 als Tochter eines Sägemüllers in Uetersen geboren. Sie heiratete 1820 den aus Jever stammenden Kaufmann und Papiermacher Anton Georg Bleeker. Zusammen gründeten sie die "Bleeker-Stiftung" zum Bau einer Krankenanstalt in Uetersen. Nach dem Tod von Anton Georg Bleeker wurde diese Stiftung von Ludwig Meyn, Michael Lienau, Ernst-Heinrich Meßtorff, Helmuth Karl Bernhard von Moltke und dem Arzt Dr. Jacob Lange unterstützt und die Krankenanstalt 1874 ihrer Bestimmung übergeben. Es war zu damaliger Zeit eins von den ersten Krankenhäusern im südlichen Schleswig-Holstein. 
Zudem war Cäcilie Bleeker Stifterin zahlreicher sozialer Einrichtungen, wie einer Pflegeeinrichtung und einer Mädchenschule. Am 20. Juni 1879 wurde sie zur Ehrenbürgerin ernannt und wurde gleichzeitig die erste Ehrenbürgerin in Schleswig-Holstein. Sie starb am 18. Mai 1888 an Altersschwäche. Die darauffolgende Beisetzung wurde aufgrund ihrer Wohltätigkeit zur größten ihrer Art in Schleswig-Holstein. Mehr als dreitausend Menschen nahmen Abschied von ihr. Nach ihr wurde das Uetersener Krankenhaus benannt (Bleekerstift) und im Jahr 1999 wurde ihr zu Ehren eine Parkanlage in Uetersen benannt (Cäcilie-Bleeker-Park).